# Adolfo Lima
Adolfo Lima, vollständiger Name Adolfo Justino Lima Camejo, (* 24. Juli 1990 in Melo) ist ein uruguayischer Fußballspieler.

## Karriere
Der 1,76 Meter große Mittelfeldakteur Lima gehörte zu Beginn seiner Karriere von 2008 bis 2010 zunächst Juventud und von 2010 bis Ende August 2012 dem Cerro Largo FC an. In der Saison 2011/12 absolvierte er für den letztgenannten, in seiner Geburtsstadt Melo beheimateten Klub 25 Spiele in der Primera División und schoss vier Tore. Zudem lief er zweimal (kein Tor) in der Copa Sudamericana 2012 auf. Anschließend wurde er vom chilenischen Klub Unión San Felipe verpflichtet. Er wurde jedoch nicht in einem Pflichtspiel eingesetzt und wechselte drei Monate später im Dezember 2012 auf Leihbasis zu Deportivo Ñublense. Dort bestritt er 14 Erstligapartien und für die Zweite Mannschaft des Vereins eine Begegnung in der Segunda División. Einen persönlichen Torerfolg kann er nicht vorweisen. Anfang Juli 2013 kehrte er zu Unión San Felipe zurück. Nach zwei Einsätzen (kein Tor) in der Copa Chile zog er bereits rund sechs Wochen später ohne Ligaeinsatz weiter zu seinem vorherigen Klub Cerro Largo FC. Bei diesem ebenfalls als Leihe ausgestalteten, bis Jahresende währenden Engagements wurde er Apertura 2013 zwölfmal in der höchsten uruguayischen Spielklasse eingesetzt und erzielte vier Treffer. Zum Jahresanfang 2014 setzte er seine Karriere wieder in Chile beim leihgebenden Klub aus San Felipe fort. Dieses Mal wurde er erneut in zwei Pokalpartien eingesetzt, kam aber auch in zwölf Spielen der Primera B zum Zug und traf dabei viermal ins gegnerische Tor. Zur Jahresmitte 2014 folgte ein weiteres Leihgeschäft. Aufnehmender Verein war nun der Club Atlético Patronato aus Argentinien, für den er in neun Partien der Primera B Nacional auflief, persönlich aber torlos blieb. Am Jahresende kehrte er wieder zu Unión San Felipe zurück. Im Laufe des Jahres 2015 wechselte er schließlich spätestens im August nach Saudi-Arabien zu Al Wahda. Dort stehen 40 Spiele (vier Tore) in der Saudi Professional League sowie drei Einsätze im Kronprinzenpokal und einer im Champions Cup für ihn zu Buche. In der zweiten Julihälfte 2017 schloss er sich dem uruguayischen Erstligisten Liverpool Montevideo an.